# جرمی گلیزر
جرمی گلیزر (انگلیسی: Jeremy Glazer؛ زادهٔ ۱ نوامبر ۱۹۷۸) بازیگر اهل ایالات متحده آمریکا است.
از فیلم‌ها یا برنامه‌های تلویزیونی که وی در آن نقش داشته‌است می‌توان به نامه‌هایی از ایووجیما اشاره کرد.

## زندگی شخصی
گلیزر همجنسگراست و چاد آلن، بازیگر سابق آمریکایی، از سال ۲۰۰۵ تا ۲۰۱۱ شریک زندگی او بود.